# Rio Paraguaçu
Le rio Paraguaçu est un fleuve brésilien qui coule dans l'État de Bahia. Il se jette dans l'Océan Atlantique au niveau de la baie Baía de Todos os Santos non loin de la grande ville de Salvador, capitale de l'État. Il est le plus important cours d'eau coulant intégralement sur le territoire de l'État de Bahia.

## Étymologie
Son nom Paraguaçu est d'origine amérindienne (langue tupinambá) et résulte de la corruption du vocable Peruassu, ce qui signifie « grande eau, grande mer, grande rivière ». Dans le Brésil colonial son nom fut écrit sous différentes formes : Paraguaçu, Paraoçu, Paraossu, Peroguaçu, Perasu, Peoassu et Peruassu.

## Histoire
En 1504 les marins français commerçaient déjà avec les redoutables indigènes Tupinambas par le rio Paraguaçu. En 1526, une expédition portugaise commandée par Cristóvão Jacques arriva au Brésil pour combattre les français dont l'activité principale était liée à la contrebande du bois brésil, un bois de couleur braise, en portugais pau Brasil.

Frei Vicente do Salvador, premier historien brésilien, relate que Cristóvão Jacques, trouva deux navires français dans le bas Paraguaçu, ancrés près de ce qui sera appelé Ilha dos Franceses. L'équipage négociait avec les Indiens. Les navires furent coulés, ainsi que l'équipage et la marchandise.
Durant la Guerre d'Indépendance, une canonnière portugaise s'engagea dans le fleuve, bombardant la ville de Cachoeira, siège de la révolte contre les Portugais.

## Géographie
Le fleuve a une longueur de quelque 505 kilomètres.

Son bassin versant a une surface de 54 877 kilomètres carrés, soit une superficie équivalente à 10 % de celle de la France.
Le rio Paraguaçu naît dans le Morro do Oro, au sein de la Serra do Cocal, municipe de Barra da Estiva dans la Chapada Diamantina et adopte au départ la direction du nord passant par les municipes de Ibiquara et de Mucugê. Peu après avoir baigné la ville de Andaraí, il reçoit de gauche les eaux du rio Santo Antônio et change alors de direction, prenant la route de l'est vers l'océan. Sur sa route, il baigne les municipes suivants : Itaetê, Boa Vista do Tupim, Marcionílio Souza, Itaberaba, Iaçu, Santa Teresinha, Antônio Cardoso, Castro Alves, Santo Estevão, Cruz das Almas, Governador Mangabeira, Cabaceiras do Paraguaçu, Conceição da Feira, Muritiba, ainsi que les villes de São Felix, de Cachoeira et de Maragogipe. 

Puis il se jette dans la Baie de Todos os Santos par un large estuaire, entre les municipes de Maragogipe et de Saubara.
De climat semi-aride prédominant sur les deux tiers de sa superficie, le bassin du fleuve reçoit des précipitations annuelles inférieures à 700 millimètres.
Ses rives sont cependant très fertiles et ses eaux bien poissonneuses malgré les menaces qui pèsent sur la qualité de celles-ci.
Il y a plusieurs chutes d'eau sur le parcours du Paraguaçu. La principale est la chute de Bananeiras (Queda d'água de Bananeiras).

## Affluents
Les principaux affluents proviennent du nord et confluent donc en rive gauche :
- le rio Santo Antônio,
- le rio Tupim
- le rio Capivari
- le rio do Peixe

## Navigabilité
Le rio Paraguaçu est navigable depuis son embouchure jusqu'aux villes jumelles de Cachoeira et de São Felix, sur une distance de 46 km. Dans le passé, le fleuve fut une importante voie de pénétration depuis la côte vers l'intérieur des terres.

Sa partie navigable comporte deux îles : l'Ilha de Monte Cristo et l'Ilha dos Franceses (Île des Français), cette dernière appelée ainsi à la suite des incursions de navires français dans la région au début du XVIe siècle.

## Hydrométrie - Les débits à Fazenda Santa Fe
Le débit du fleuve a été observé pendant 13 ans (1966-1979) à Fazenda Santa Fe, localité située à quelque 186 kilomètres de son embouchure dans la Baie de Tous les Saints
.
Le débit annuel moyen ou module observé à Fazenda Santa Fe durant cette période était de 96 m3/s pour un bassin versant de 31,488 km2, ce qui représente un peu plus de 57 % de la superficie totale de son bassin. Ceci présente cependant l'avantage de ne mesurer que l'écoulement de la partie du bassin propre au sertão nordestin, en éliminant les régions plus arrosées proches du littoral.
La lame d'eau écoulée dans cette partie du bassin atteint ainsi le chiffre de 96 millimètres par an, ce qui peut être qualifié de médiocre, mais correspond aux valeurs observées sur les autres cours d'eau du sertão du Nordeste brésilien.
Le rio Paraguaçu à cet endroit présente deux saisons bien distinctes. Les crues se déroulent durant l'été austral (de fin novembre à fin avril) comme partout dans le Nordeste brésilien, avec un pic assez net en décembre. Cette période est rapidement suivie des basses eaux (mai-octobre). Le débit moyen du mois d'étiage minimal (septembre) est de sept fois inférieur au débit moyen du mois de décembre.
Sur la durée d'observation de 13 ans, le débit mensuel minimum observé a été de 10,9 m3/s (en septembre), tandis que le débit mensuel maximal se montait à 409 m3/s (en février).

## Tourisme
- Dans son cours supérieur, le fleuve coule le long de la frontière orientale du parc national de la Chapada Diamantina jusqu'à la ville d'Andaraí.

- Construite sur la rive gauche du fleuve, Cachoeira est une des villes de l'État qui a le mieux conservé son identité culturelle et historique, ce qui en fait une destination de choix. Ses nombreuses constructions baroques, ses églises et ses musées, ont fait en sorte que la ville obtienne le titre de  « Cidade Monumento Nacional » (Ville Monument National), en plus de celui de « Cidade Heróica » (pour sa participation décisive dans les luttes pour l'indépendance du Brésil). L'apogée de la ville date des XVIIIe et XIXe siècles, lorsque son port fut utilisé pour l'exportation des produits agricoles de la région, principalement le sucre et le tabac.

## Barrage de Pedra do Cavalo
Un important barrage a été construit un peu en amont des villes sœurs de Cachoeira et de São Felix. Le barrage de Pedra do Cavalo, haut de plus de 100 mètres, outre la production d'électricité, contrôle le débit du fleuve et alimente en eau presque tout le Recôncavo bahianais, ainsi que l'imposante agglomération du grand Salvador.

## Pêche
Le fleuve est très poissonneux. On y pêche tout au long de son parcours. On y trouve principalement des cichlas appelés localement Tucunarés, des traíras (poissons du genre hoplias et surtout le redoutable hoplias malabaricus), et des piaus (poissons du genre leporinus et notamment le leporinus piau). En outre, dans son cours inférieur, on y pratique la pêche aux crevettes, au bar et au mulet.

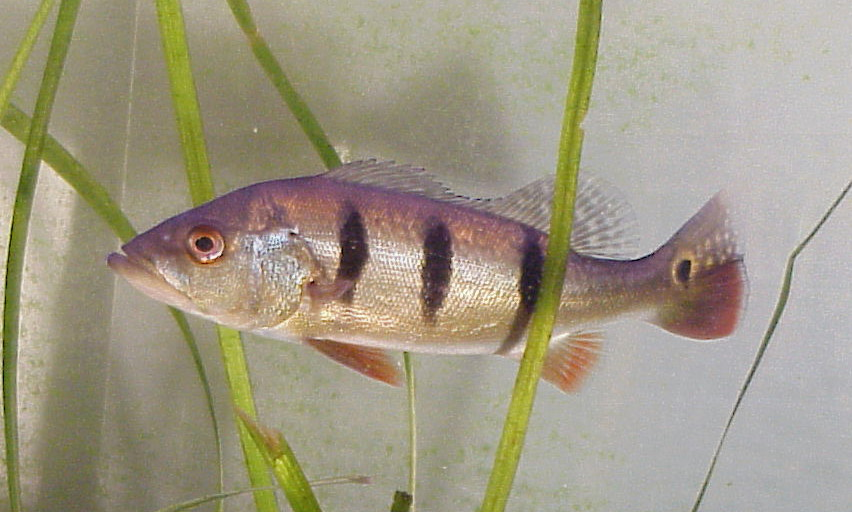
Le Cichla ou Tucunaré est un poisson sédentaire. Il mesure de 30 cm à 1 mètre et pèse entre 3 et 10 kilos. Il vit dans les lacs, rivières et estuaires, préférant les eaux lentes ou stagnantes. Il est recherché par les pêcheurs sportifs. Dans le Paraguaçu, l'espèce Cichla orinocensis (photo ci-dessus) prédomine.
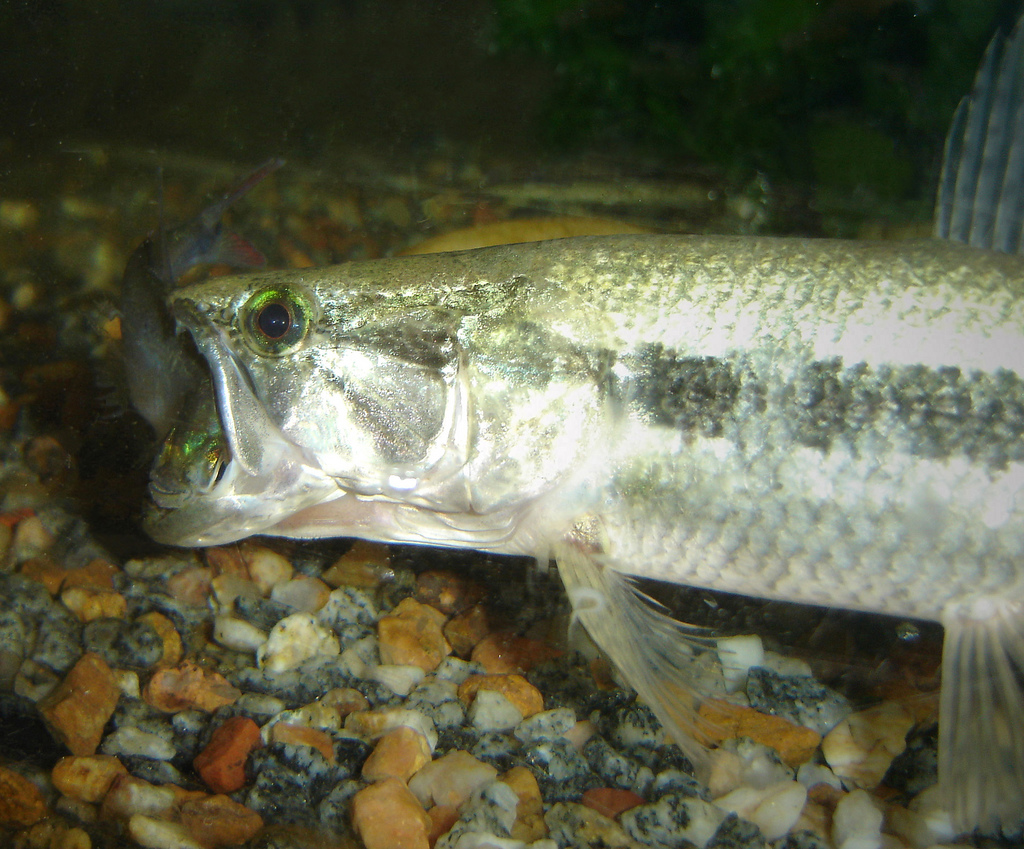
Ce poisson, le Traíra ou Hoplias malabaricus est un redoutable poisson-tigre. Il est muni de dents jusque dans son palais. On le trouve depuis le  Mexique jusqu'au río de la Plata. C'est une star de la pêche sportive. La violence avec laquelle il se rue sur tout type de proie est vraiment spectaculaire. Il peut atteindre un poids de 4 kilos.